# Jódar
Jódar é um município da Espanha na província de Jaén, comunidade autónoma da Andaluzia, de área 149 km² com população de 12153 habitantes (2005) e densidade populacional de 81,58 hab/km².

## Demografia
| Variação demográfica do município entre 1991 e 2004 | Variação demográfica do município entre 1991 e 2004 | Variação demográfica do município entre 1991 e 2004 | Variação demográfica do município entre 1991 e 2004 |
| --------------------------------------------------- | --------------------------------------------------- | --------------------------------------------------- | --------------------------------------------------- |
| 1991                                                | 1996                                                | 2001                                                | 2004                                                |
| 11775                                               | 12060                                               | 11985                                               | 12135                                               |